# ATP World Tour 2014
ATP World Tour 2014 – sezon profesjonalnych męskich turniejów tenisowych organizowanych przez Association of Tennis Professionals w 2014 roku. ATP World Tour 2014 obejmuje turnieje wielkoszlemowe (organizowane przez International Tennis Federation), turnieje rangi ATP World Tour Masters 1000, ATP World Tour 500, ATP World Tour 250, zawody Pucharu Davisa (organizowane przez ITF) oraz ATP World Tour Finals.

## Klasyfikacja turniejów
| Wielki Szlem                |
| ATP World Tour Finals       |
| ATP World Tour Masters 1000 |
| ATP World Tour 500          |
| ATP World Tour 250          |

## Grudzień
| Data       | Turniej                                            | Zwycięzcy                         | Wynik             | Finaliści                         | Półfinaliści                     | Ćwierćfinaliści                                          |
| ---------- | -------------------------------------------------- | --------------------------------- | ----------------- | --------------------------------- | -------------------------------- | -------------------------------------------------------- |
| 29 grudnia | Brisbane International Brisbane ATP World Tour 250 | Lleyton Hewitt                    | 6:1, 4:6, 6:3     | Roger Federer                     | Jérémy Chardy Kei Nishikori      | Marin Čilić Marius Copil Sam Groth Marinko Matošević     |
| 29 grudnia | Brisbane International Brisbane ATP World Tour 250 | Mariusz Fyrstenberg Daniel Nestor | 6:7(4), 6:4, 10–7 | Juan Sebastián Cabal Robert Farah | Jérémy Chardy Kei Nishikori      | Marin Čilić Marius Copil Sam Groth Marinko Matošević     |
| 30 grudnia | Qatar ExxonMobil Open Doha ATP World Tour 250      | Rafael Nadal                      | 6:1, 6:7(5), 6:2  | Gaël Monfils                      | Peter Gojowczyk Florian Mayer    | Daniel Brands Dustin Brown Ernests Gulbis Victor Hănescu |
| 30 grudnia | Qatar ExxonMobil Open Doha ATP World Tour 250      | Tomáš Berdych Jan Hájek           | 6:2, 6:4          | Alexander Peya Bruno Soares       | Peter Gojowczyk Florian Mayer    | Daniel Brands Dustin Brown Ernests Gulbis Victor Hănescu |
| 30 grudnia | Aircel Chennai Open Ćennaj ATP World Tour 250      | Stan Wawrinka                     | 7:5, 6:2          | Édouard Roger-Vasselin            | Marcel Granollers Vasek Pospisil | Aljaž Bedene Yuki Bhambri Benoît Paire Dudi Sela         |
| 30 grudnia | Aircel Chennai Open Ćennaj ATP World Tour 250      | Johan Brunström Frederik Nielsen  | 6:2, 4:6, 10–7    | Marin Draganja Mate Pavić         | Marcel Granollers Vasek Pospisil | Aljaž Bedene Yuki Bhambri Benoît Paire Dudi Sela         |

## Styczeń
| Data        | Turniej                                             | Zwycięzcy                     | Wynik              | Finaliści                          | Półfinaliści                       | Ćwierćfinaliści                                                      |
| ----------- | --------------------------------------------------- | ----------------------------- | ------------------ | ---------------------------------- | ---------------------------------- | -------------------------------------------------------------------- |
| 6 stycznia  | Apia International Sydney Sydney ATP World Tour 250 | Juan Martín del Potro         | 6:3, 6:1           | Bernard Tomic                      | Dmitrij Tursunow Serhij Stachowski | Radek Štěpánek Denis Istomin Marinko Matošević Ołeksandr Dołhopołow  |
| 6 stycznia  | Apia International Sydney Sydney ATP World Tour 250 | Daniel Nestor Nenad Zimonjić  | 7:6(3), 7:6(3)     | Rohan Bopanna Aisam-ul-Haq Qureshi | Dmitrij Tursunow Serhij Stachowski | Radek Štěpánek Denis Istomin Marinko Matošević Ołeksandr Dołhopołow  |
| 6 stycznia  | Heineken Open Auckland ATP World Tour 250           | John Isner                    | 7:6(4), 7:6(7)     | Lu Yen-hsun                        | David Ferrer Roberto Bautista-Agut | Guillermo García-López Steve Johnson Philipp Kohlschreiber Jack Sock |
| 6 stycznia  | Heineken Open Auckland ATP World Tour 250           | Julian Knowle Marcelo Melo    | 6:4, 3:6, 10–5     | Alexander Peya Bruno Soares        | David Ferrer Roberto Bautista-Agut | Guillermo García-López Steve Johnson Philipp Kohlschreiber Jack Sock |
| 13 stycznia | Australian Open Melbourne Wielki Szlem              | Stan Wawrinka                 | 6:3, 6:2, 3:6, 6:3 | Rafael Nadal                       | Tomáš Berdych Roger Federer        | Grigor Dimitrow Novak Đoković David Ferrer Andy Murray               |
| 13 stycznia | Australian Open Melbourne Wielki Szlem              | Łukasz Kubot Robert Lindstedt | 6:3, 6:3           | Eric Butorac Raven Klaasen         | Tomáš Berdych Roger Federer        | Grigor Dimitrow Novak Đoković David Ferrer Andy Murray               |

## Luty
| Data      | Turniej                                                              | Zwycięzcy                               | Wynik               | Finaliści                         | Półfinaliści                        | Ćwierćfinaliści                                                        |
| --------- | -------------------------------------------------------------------- | --------------------------------------- | ------------------- | --------------------------------- | ----------------------------------- | ---------------------------------------------------------------------- |
| 3 lutego  | Open Sud de France Montpellier ATP World Tour 250                    | Gaël Monfils                            | 6:4, 6:4            | Richard Gasquet                   | Jerzy Janowicz Jarkko Nieminen      | Albano Olivetti Édouard Roger-Vasselin Denis Istomin Marc Gicquel      |
| 3 lutego  | Open Sud de France Montpellier ATP World Tour 250                    | Nikołaj Dawydienko Denis Istomin        | 6:4, 1:6, 10–7      | Marc Gicquel Nicolas Mahut        | Jerzy Janowicz Jarkko Nieminen      | Albano Olivetti Édouard Roger-Vasselin Denis Istomin Marc Gicquel      |
| 3 lutego  | PBZ Zagreb Indoors Zagrzeb ATP World Tour 250                        | Marin Čilić                             | 6:3, 6:4            | Tommy Haas                        | Daniel Evans Björn Phau             | Andriej Kuzniecow Philipp Kohlschreiber Ivan Dodig Dudi Sela           |
| 3 lutego  | PBZ Zagreb Indoors Zagrzeb ATP World Tour 250                        | Jean-Julien Rojer Horia Tecău           | 3:6, 6:4, 10–2      | Philipp Marx Michal Mertiňák      | Daniel Evans Björn Phau             | Andriej Kuzniecow Philipp Kohlschreiber Ivan Dodig Dudi Sela           |
| 3 lutego  | Royal Guard Open Chile Viña del Mar ATP World Tour 250               | Fabio Fognini                           | 6:2, 6:4            | Leonardo Mayer                    | Nicolás Almagro Santiago Giraldo    | Jérémy Chardy Taro Daniel Guillermo García-López Daniel Gimeno-Traver  |
| 3 lutego  | Royal Guard Open Chile Viña del Mar ATP World Tour 250               | Oliver Marach Florin Mergea             | 6:3, 6:4            | Juan Sebastián Cabal Robert Farah | Nicolás Almagro Santiago Giraldo    | Jérémy Chardy Taro Daniel Guillermo García-López Daniel Gimeno-Traver  |
| 10 lutego | ABN AMRO World Tennis Tournament Rotterdam ATP World Tour 500        | Tomáš Berdych                           | 6:4, 6:2            | Marin Čilić                       | Ernests Gulbis Igor Sijsling        | Juan Martín del Potro Jerzy Janowicz Philipp Kohlschreiber Andy Murray |
| 10 lutego | ABN AMRO World Tennis Tournament Rotterdam ATP World Tour 500        | Michaël Llodra Nicolas Mahut            | 6:2, 7:6(4)         | Jean-Julien Rojer Horia Tecău     | Ernests Gulbis Igor Sijsling        | Juan Martín del Potro Jerzy Janowicz Philipp Kohlschreiber Andy Murray |
| 10 lutego | U.S. National Indoor Tennis Championships Memphis ATP World Tour 250 | Kei Nishikori                           | 6:4, 7:6(0)         | Ivo Karlović                      | Michael Russell Lu Yen-hsun         | Alex Bogomolov Jr. Lleyton Hewitt Alex Kuznetsov Jack Sock             |
| 10 lutego | U.S. National Indoor Tennis Championships Memphis ATP World Tour 250 | Eric Butorac Raven Klaasen              | 6:4, 6:4            | Bob Bryan Mike Bryan              | Michael Russell Lu Yen-hsun         | Alex Bogomolov Jr. Lleyton Hewitt Alex Kuznetsov Jack Sock             |
| 10 lutego | Copa Claro Buenos Aires ATP World Tour 250                           | David Ferrer                            | 6:4, 6:3            | Fabio Fognini                     | Nicolás Almagro Tommy Robredo       | Albert Ramos-Viñolas Jérémy Chardy Robin Haase Pablo Andújar           |
| 10 lutego | Copa Claro Buenos Aires ATP World Tour 250                           | Marcel Granollers Marc López            | 7:5, 6:4            | Pablo Cuevas Horacio Zeballos     | Nicolás Almagro Tommy Robredo       | Albert Ramos-Viñolas Jérémy Chardy Robin Haase Pablo Andújar           |
| 17 lutego | Rio Open Rio de Janeiro ATP World Tour 500                           | Rafael Nadal                            | 6:3, 7:6(3)         | Ołeksandr Dołhopołow              | Pablo Andújar David Ferrer          | João Sousa Tommy Robredo Fabio Fognini Thomaz Bellucci                 |
| 17 lutego | Rio Open Rio de Janeiro ATP World Tour 500                           | Juan Sebastián Cabal Robert Farah       | 6:4, 6:2            | David Marrero Marcelo Melo        | Pablo Andújar David Ferrer          | João Sousa Tommy Robredo Fabio Fognini Thomaz Bellucci                 |
| 17 lutego | Open 13 Marsylia ATP World Tour 250                                  | Ernests Gulbis                          | 7:6(5), 6:4         | Jo-Wilfried Tsonga                | Richard Gasquet Jan-Lennard Struff  | Ivan Dodig Nicolas Mahut Michaël Llodra Édouard Roger-Vasselin         |
| 17 lutego | Open 13 Marsylia ATP World Tour 250                                  | Julien Benneteau Édouard Roger-Vasselin | 4:6, 7:6(6), 13–11  | Paul Hanley Jonathan Marray       | Richard Gasquet Jan-Lennard Struff  | Ivan Dodig Nicolas Mahut Michaël Llodra Édouard Roger-Vasselin         |
| 17 lutego | Delray Beach Open Delray Beach ATP World Tour 250                    | Marin Čilić                             | 7:6(6), 6:7(7), 6:4 | Kevin Anderson                    | Steve Johnson John Isner            | Feliciano López Marinko Matošević Tejmuraz Gabaszwili Rhyne Williams   |
| 17 lutego | Delray Beach Open Delray Beach ATP World Tour 250                    | Bob Bryan Mike Bryan                    | 6:2, 6:3            | František Čermák Michaił Jełgin   | Steve Johnson John Isner            | Feliciano López Marinko Matošević Tejmuraz Gabaszwili Rhyne Williams   |
| 24 lutego | Dubai Duty Free Tennis Championships Dubaj ATP World Tour 500        | Roger Federer                           | 3:6, 6:4, 6:3       | Tomáš Berdych                     | Novak Đoković Philipp Kohlschreiber | Michaił Jużny Lukáš Rosol Jo-Wilfried Tsonga Malik al-Dżaziri          |
| 24 lutego | Dubai Duty Free Tennis Championships Dubaj ATP World Tour 500        | Rohan Bopanna Aisam-ul-Haq Qureshi      | 6:4, 6:3            | Daniel Nestor Nenad Zimonjić      | Novak Đoković Philipp Kohlschreiber | Michaił Jużny Lukáš Rosol Jo-Wilfried Tsonga Malik al-Dżaziri          |
| 24 lutego | Abierto Mexicano Telcel Acapulco ATP World Tour 500                  | Grigor Dimitrow                         | 7:6(1), 3:6, 7:6(5) | Kevin Anderson                    | Ołeksandr Dołhopołow Andy Murray    | David Ferrer Ernests Gulbis Ivo Karlović Gilles Simon                  |
| 24 lutego | Abierto Mexicano Telcel Acapulco ATP World Tour 500                  | Kevin Anderson Matthew Ebden            | 6:3, 6:3            | Feliciano López Maks Mirny        | Ołeksandr Dołhopołow Andy Murray    | David Ferrer Ernests Gulbis Ivo Karlović Gilles Simon                  |
| 24 lutego | Brasil Open 2014 São Paulo ATP World Tour 250                        | Federico Delbonis                       | 4:6, 6:3, 6:4       | Paolo Lorenzi                     | Tommy Haas Thomaz Bellucci          | Horacio Zeballos Juan Mónaco Martin Kližan Albert Montañés             |
| 24 lutego | Brasil Open 2014 São Paulo ATP World Tour 250                        | Guillermo García-López Philipp Oswald   | 5:7, 6:4, 15–13     | Juan Sebastián Cabal Robert Farah | Tommy Haas Thomaz Bellucci          | Horacio Zeballos Juan Mónaco Martin Kližan Albert Montañés             |

## Marzec
| Data     | Turniej                                                   | Zwycięzcy            | Wynik            | Finaliści                         | Półfinaliści                    | Ćwierćfinaliści                                             |
| -------- | --------------------------------------------------------- | -------------------- | ---------------- | --------------------------------- | ------------------------------- | ----------------------------------------------------------- |
| 6 marca  | BNP Paribas Open Indian Wells ATP World Tour Masters 1000 | Novak Đoković        | 3:6, 6:3, 7:6(3) | Roger Federer                     | Ołeksandr Dołhopołow John Isner | Milos Raonic Kevin Anderson Ernests Gulbis Julien Benneteau |
| 6 marca  | BNP Paribas Open Indian Wells ATP World Tour Masters 1000 | Bob Bryan Mike Bryan | 6:4, 6:3         | Alexander Peya Bruno Soares       | Ołeksandr Dołhopołow John Isner | Milos Raonic Kevin Anderson Ernests Gulbis Julien Benneteau |
| 19 marca | Sony Open Tennis Miami ATP World Tour Masters 1000        | Novak Đoković        | 6:3, 6:3         | Rafael Nadal                      | Tomáš Berdych Kei Nishikori     | Milos Raonic Ołeksandr Dołhopołow Roger Federer Andy Murray |
| 19 marca | Sony Open Tennis Miami ATP World Tour Masters 1000        | Bob Bryan Mike Bryan | 7:6(8), 6:4      | Juan Sebastián Cabal Robert Farah | Tomáš Berdych Kei Nishikori     | Milos Raonic Ołeksandr Dołhopołow Roger Federer Andy Murray |

## Kwiecień
| Data        | Turniej                                                                         | Zwycięzcy                         | Wynik            | Finaliści                            | Półfinaliści                              | Ćwierćfinaliści                                                     |
| ----------- | ------------------------------------------------------------------------------- | --------------------------------- | ---------------- | ------------------------------------ | ----------------------------------------- | ------------------------------------------------------------------- |
| 7 kwietnia  | Grand Prix Hassan II Casablanca ATP World Tour 250                              | Guillermo García-López            | 5:7, 6:4, 6:3    | Marcel Granollers                    | Federico Delbonis Roberto Carballés Baena | Victor Hănescu Pablo Carreño-Busta Benoît Paire Andriej Kuzniecow   |
| 7 kwietnia  | Grand Prix Hassan II Casablanca ATP World Tour 250                              | Jean-Julien Rojer Horia Tecău     | 6:2, 6:2         | Tomasz Bednarek Lukáš Dlouhý         | Federico Delbonis Roberto Carballés Baena | Victor Hănescu Pablo Carreño-Busta Benoît Paire Andriej Kuzniecow   |
| 7 kwietnia  | Fayez Sarofim & Co. US Men’s Clay Court Championship Houston ATP World Tour 250 | Fernando Verdasco                 | 6:3, 7:6(4)      | Nicolás Almagro                      | Sam Querrey Santiago Giraldo              | Dustin Brown Jack Sock Donald Young Alejandro González              |
| 7 kwietnia  | Fayez Sarofim & Co. US Men’s Clay Court Championship Houston ATP World Tour 250 | Bob Bryan Mike Bryan              | 4:6, 6:4, 11–9   | David Marrero Fernando Verdasco      | Sam Querrey Santiago Giraldo              | Dustin Brown Jack Sock Donald Young Alejandro González              |
| 13 kwietnia | Monte-Carlo Rolex Masters Monte Carlo ATP World Tour Masters 1000               | Stan Wawrinka                     | 4:6, 7:6(5), 6:2 | Roger Federer                        | David Ferrer Novak Đoković                | Rafael Nadal Milos Raonic Jo-Wilfried Tsonga Guillermo García-López |
| 13 kwietnia | Monte-Carlo Rolex Masters Monte Carlo ATP World Tour Masters 1000               | Bob Bryan Mike Bryan              | 6:3, 3:6, 10–8   | Ivan Dodig Marcelo Melo              | David Ferrer Novak Đoković                | Rafael Nadal Milos Raonic Jo-Wilfried Tsonga Guillermo García-López |
| 21 kwietnia | Barcelona Open Banc Sabadell Barcelona ATP World Tour 500                       | Kei Nishikori                     | 6:2, 6:2         | Santiago Giraldo                     | Nicolás Almagro Ernests Gulbis            | Rafael Nadal Philipp Kohlschreiber Marin Čilić Tejmuraz Gabaszwili  |
| 21 kwietnia | Barcelona Open Banc Sabadell Barcelona ATP World Tour 500                       | Jesse Huta Galung Stéphane Robert | 6:3, 6:3         | Daniel Nestor Nenad Zimonjić         | Nicolás Almagro Ernests Gulbis            | Rafael Nadal Philipp Kohlschreiber Marin Čilić Tejmuraz Gabaszwili  |
| 21 kwietnia | BRD Năstase Ţiriac Trophy Bukareszt ATP World Tour 250                          | Grigor Dimitrow                   | 7:6(2), 6:1      | Lukáš Rosol                          | Gaël Monfils Robin Haase                  | Serhij Stachowski Paul-Henri Mathieu Gilles Simon Denis Istomin     |
| 21 kwietnia | BRD Năstase Ţiriac Trophy Bukareszt ATP World Tour 250                          | Jean-Julien Rojer Horia Tecău     | 6:4, 6:4         | Mariusz Fyrstenberg Marcin Matkowski | Gaël Monfils Robin Haase                  | Serhij Stachowski Paul-Henri Mathieu Gilles Simon Denis Istomin     |
| 28 kwietnia | Portugal Open Oeiras ATP World Tour 250                                         | Carlos Berlocq                    | 0:6, 7:5, 6:1    | Tomáš Berdych                        | Victor Hănescu Daniel Gimeno-Traver       | Leonardo Mayer Gastão Elias Marcel Granollers Milos Raonic          |
| 28 kwietnia | Portugal Open Oeiras ATP World Tour 250                                         | Santiago González Scott Lipsky    | 6:3, 3:6, 10–8   | Pablo Cuevas David Marrero           | Victor Hănescu Daniel Gimeno-Traver       | Leonardo Mayer Gastão Elias Marcel Granollers Milos Raonic          |
| 28 kwietnia | BMW Open Monachium ATP World Tour 250                                           | Martin Kližan                     | 2:6, 6:1, 6:2    | Fabio Fognini                        | Jan-Lennard Struff Tommy Haas             | Thomaz Bellucci Ričardas Berankis Denis Istomin Andreas Seppi       |
| 28 kwietnia | BMW Open Monachium ATP World Tour 250                                           | Jamie Murray John Peers           | 6:4, 6:2         | Colin Fleming Ross Hutchins          | Jan-Lennard Struff Tommy Haas             | Thomaz Bellucci Ričardas Berankis Denis Istomin Andreas Seppi       |

## Maj
| Data    | Turniej                                                      | Zwycięzcy                               | Wynik               | Finaliści                          | Półfinaliści                       | Ćwierćfinaliści                                               |
| ------- | ------------------------------------------------------------ | --------------------------------------- | ------------------- | ---------------------------------- | ---------------------------------- | ------------------------------------------------------------- |
| 4 maja  | Mutua Madrid Open Madryt ATP World Tour Masters 1000         | Rafael Nadal                            | 2:6, 6:4, 3:0 krecz | Kei Nishikori                      | Roberto Bautista-Agut David Ferrer | Tomáš Berdych Santiago Giraldo Feliciano López Ernests Gulbis |
| 4 maja  | Mutua Madrid Open Madryt ATP World Tour Masters 1000         | Daniel Nestor Nenad Zimonjić            | 6:4, 6:2            | Bob Bryan Mike Bryan               | Roberto Bautista-Agut David Ferrer | Tomáš Berdych Santiago Giraldo Feliciano López Ernests Gulbis |
| 11 maja | Internazionali BNL d’Italia Rzym ATP World Tour Masters 1000 | Novak Đoković                           | 4:6, 6:3, 6:3       | Rafael Nadal                       | Grigor Dimitrow Milos Raonic       | Andy Murray Tommy Haas Jérémy Chardy David Ferrer             |
| 11 maja | Internazionali BNL d’Italia Rzym ATP World Tour Masters 1000 | Daniel Nestor Nenad Zimonjić            | 6:4, 7:6(2)         | Robin Haase Feliciano López        | Grigor Dimitrow Milos Raonic       | Andy Murray Tommy Haas Jérémy Chardy David Ferrer             |
| 18 maja | Düsseldorf Open Düsseldorf ATP World Tour 250                | Philipp Kohlschreiber                   | 6:2, 7:6(4)         | Ivo Karlović                       | Denis Istomin Jiří Veselý          | Mate Delić Andreas Seppi Jürgen Melzer Juan Mónaco            |
| 18 maja | Düsseldorf Open Düsseldorf ATP World Tour 250                | Santiago González Scott Lipsky          | 7:5, 4:6, 10–3      | Martin Emmrich Christopher Kas     | Denis Istomin Jiří Veselý          | Mate Delić Andreas Seppi Jürgen Melzer Juan Mónaco            |
| 18 maja | Open de Nice Côte d’Azur Nicea ATP World Tour 250            | Ernests Gulbis                          | 6:1, 7:6(5)         | Federico Delbonis                  | Gilles Simon Albert Montañés       | John Isner Carlos Berlocq Leonardo Mayer Dmitrij Tursunow     |
| 18 maja | Open de Nice Côte d’Azur Nicea ATP World Tour 250            | Martin Kližan Philipp Oswald            | 6:2, 6:0            | Rohan Bopanna Aisam-ul-Haq Qureshi | Gilles Simon Albert Montañés       | John Isner Carlos Berlocq Leonardo Mayer Dmitrij Tursunow     |
| 25 maja | Roland Garros Paryż Wielki Szlem                             | Rafael Nadal                            | 3:6, 7:5, 6:2, 6:4  | Novak Đoković                      | Andy Murray Ernests Gulbis         | David Ferrer Gaël Monfils Tomáš Berdych Milos Raonic          |
| 25 maja | Roland Garros Paryż Wielki Szlem                             | Julien Benneteau Édouard Roger-Vasselin | 6:3, 7:6(1)         | Marcel Granollers Marc López       | Andy Murray Ernests Gulbis         | David Ferrer Gaël Monfils Tomáš Berdych Milos Raonic          |

## Czerwiec
| Data       | Turniej                                           | Zwycięzcy                     | Wynik                         | Finaliści                       | Półfinaliści                        | Ćwierćfinaliści                                                     |
| ---------- | ------------------------------------------------- | ----------------------------- | ----------------------------- | ------------------------------- | ----------------------------------- | ------------------------------------------------------------------- |
| 9 czerwca  | Gerry Weber Open Halle ATP World Tour 250         | Roger Federer                 | 7:6(2), 7:6(3)                | Alejandro Falla                 | Philipp Kohlschreiber Kei Nishikori | Dustin Brown Peter Gojowczyk Steve Johnson Lu Yen-hsun              |
| 9 czerwca  | Gerry Weber Open Halle ATP World Tour 250         | Andre Begemann Julian Knowle  | 1:6, 7:5, 12–10               | Marco Chiudinelli Roger Federer | Philipp Kohlschreiber Kei Nishikori | Dustin Brown Peter Gojowczyk Steve Johnson Lu Yen-hsun              |
| 9 czerwca  | AEGON Championships Londyn ATP World Tour 250     | Grigor Dimitrow               | 6:7(8), 7:6(1), 7:6(6)        | Feliciano López                 | Stan Wawrinka Radek Štěpánek        | Marinko Matošević Ołeksandr Dołhopołow Kevin Anderson Tomáš Berdych |
| 9 czerwca  | AEGON Championships Londyn ATP World Tour 250     | Alexander Peya Bruno Soares   | 4:6, 7:6(4), 10–4             | Jamie Murray John Peers         | Stan Wawrinka Radek Štěpánek        | Marinko Matošević Ołeksandr Dołhopołow Kevin Anderson Tomáš Berdych |
| 15 czerwca | Topshelf Open ’s-Hertogenbosch ATP World Tour 250 | Roberto Bautista-Agut         | 2:6, 7:6(2), 6:4              | Benjamin Becker                 | João Sousa Jürgen Melzer            | Thiemo de Bakker Vasek Pospisil Nicolas Mahut Fernando Verdasco     |
| 15 czerwca | Topshelf Open ’s-Hertogenbosch ATP World Tour 250 | Jean-Julien Rojer Horia Tecău | 6:3, 7:6(3)                   | Santiago González Scott Lipsky  | João Sousa Jürgen Melzer            | Thiemo de Bakker Vasek Pospisil Nicolas Mahut Fernando Verdasco     |
| 15 czerwca | AEGON International Eastbourne ATP World Tour 250 | Feliciano López               | 6:3, 6:7(5), 7:5              | Richard Gasquet                 | Denis Istomin Sam Querrey           | Martin Kližan Édouard Roger-Vasselin Jérémy Chardy Julien Benneteau |
| 15 czerwca | AEGON International Eastbourne ATP World Tour 250 | Treat Huey Dominic Inglot     | 7:5, 5:7, 10–8                | Alexander Peya Bruno Soares     | Denis Istomin Sam Querrey           | Martin Kližan Édouard Roger-Vasselin Jérémy Chardy Julien Benneteau |
| 23 czerwca | Wimbledon Londyn Wielki Szlem                     | Novak Đoković                 | 6:7(7), 6:4, 7:6(4), 5:7, 6:4 | Roger Federer                   | Grigor Dimitrow Milos Raonic        | Marin Čilić Andy Murray Stan Wawrinka Nick Kyrgios                  |
| 23 czerwca | Wimbledon Londyn Wielki Szlem                     | Vasek Pospisil Jack Sock      | 7:6(5), 6:7(3), 6:4, 3:6, 7:5 | Bob Bryan Mike Bryan            | Grigor Dimitrow Milos Raonic        | Marin Čilić Andy Murray Stan Wawrinka Nick Kyrgios                  |

## Lipiec
| Data     | Turniej                                                      | Zwycięzcy                       | Wynik                | Finaliści                               | Półfinaliści                           | Ćwierćfinaliści                                                           |
| -------- | ------------------------------------------------------------ | ------------------------------- | -------------------- | --------------------------------------- | -------------------------------------- | ------------------------------------------------------------------------- |
| 7 lipca  | SkiStar Swedish Open Båstad ATP World Tour 250               | Pablo Cuevas                    | 6:2, 6:1             | João Sousa                              | Carlos Berlocq Fernando Verdasco       | David Ferrer Dušan Lajović Pablo Carreño-Busta Renzo Olivo                |
| 7 lipca  | SkiStar Swedish Open Båstad ATP World Tour 250               | Johan Brunström Nicholas Monroe | 4:6, 7:6(5), 10–7    | Jérémy Chardy Oliver Marach             | Carlos Berlocq Fernando Verdasco       | David Ferrer Dušan Lajović Pablo Carreño-Busta Renzo Olivo                |
| 7 lipca  | MercedesCup Stuttgart ATP World Tour 250                     | Roberto Bautista-Agut           | 6:3, 4:6, 6:2        | Lukáš Rosol                             | Fabio Fognini Michaił Jużny            | Santiago Giraldo Guillermo García-López Feliciano López Federico Delbonis |
| 7 lipca  | MercedesCup Stuttgart ATP World Tour 250                     | Mateusz Kowalczyk Artem Sitak   | 2:6, 6:1, 10–7       | Guillermo García-López Philipp Oswald   | Fabio Fognini Michaił Jużny            | Santiago Giraldo Guillermo García-López Feliciano López Federico Delbonis |
| 7 lipca  | Hall of Fame Tennis Championships Newport ATP World Tour 250 | Lleyton Hewitt                  | 6:3, 6:7(4), 7:6(3)  | Ivo Karlović                            | Jack Sock Sam Groth                    | John Isner Steve Johnson Nicolas Mahut Dudi Sela                          |
| 7 lipca  | Hall of Fame Tennis Championships Newport ATP World Tour 250 | Chris Guccione Lleyton Hewitt   | 7:5, 6:4             | Jonatan Erlich Rajeev Ram               | Jack Sock Sam Groth                    | John Isner Steve Johnson Nicolas Mahut Dudi Sela                          |
| 14 lipca | bet-at-home Open Hamburg ATP World Tour 500                  | Leonardo Mayer                  | 6:7(3), 6:1, 7:6(4)  | David Ferrer                            | Alexander Zverev Philipp Kohlschreiber | Pablo Andújar Tobias Kamke Lukáš Rosol Dušan Lajović                      |
| 14 lipca | bet-at-home Open Hamburg ATP World Tour 500                  | Marin Draganja Florin Mergea    | 6:4, 7:5             | Alexander Peya Bruno Soares             | Alexander Zverev Philipp Kohlschreiber | Pablo Andújar Tobias Kamke Lukáš Rosol Dušan Lajović                      |
| 14 lipca | Claro Open Colombia Bogota ATP World Tour 250                | Bernard Tomic                   | 7:6(5), 3:6, 7:6(4)  | Ivo Karlović                            | Víctor Estrella Radek Štěpánek         | Richard Gasquet Vasek Pospisil Alejandro González Jimmy Wang              |
| 14 lipca | Claro Open Colombia Bogota ATP World Tour 250                | Sam Groth Chris Guccione        | 7:6(5), 6:7(3), 11–9 | Nicolás Barrientos Juan Sebastián Cabal | Víctor Estrella Radek Štěpánek         | Richard Gasquet Vasek Pospisil Alejandro González Jimmy Wang              |
| 21 lipca | BB&T Atlanta Open Atlanta ATP World Tour 250                 | John Isner                      | 6:3, 6:4             | Dudi Sela                               | Jack Sock Benjamin Becker              | Marinko Matošević Lukáš Lacko Vasek Pospisil Thiemo de Bakker             |
| 21 lipca | BB&T Atlanta Open Atlanta ATP World Tour 250                 | Vasek Pospisil Jack Sock        | 6:3, 5:7, 10–5       | Steve Johnson Sam Querrey               | Jack Sock Benjamin Becker              | Marinko Matošević Lukáš Lacko Vasek Pospisil Thiemo de Bakker             |
| 21 lipca | Crédit Agricole Suisse Open Gstaad Gstaad ATP World Tour 250 | Pablo Andújar                   | 6:3, 7:5             | Juan Mónaco                             | Robin Haase Fernando Verdasco          | Michaił Jużny Thomaz Bellucci Viktor Troicki Marcel Granollers            |
| 21 lipca | Crédit Agricole Suisse Open Gstaad Gstaad ATP World Tour 250 | Andre Begemann Robin Haase      | 6:3, 6:4             | Rameez Junaid Michal Mertiňák           | Robin Haase Fernando Verdasco          | Michaił Jużny Thomaz Bellucci Viktor Troicki Marcel Granollers            |
| 21 lipca | Vegeta Croatia Open Umag Umag ATP World Tour 250             | Pablo Cuevas                    | 6:3, 6:4             | Tommy Robredo                           | Fabio Fognini Marin Čilić              | Borna Ćorić Tejmuraz Gabaszwili Lukáš Rosol Pablo Carreño-Busta           |
| 21 lipca | Vegeta Croatia Open Umag Umag ATP World Tour 250             | František Čermák Lukáš Rosol    | 6:4, 7:6(5)          | Dušan Lajović Franko Škugor             | Fabio Fognini Marin Čilić              | Borna Ćorić Tejmuraz Gabaszwili Lukáš Rosol Pablo Carreño-Busta           |
| 27 lipca | bet-at-home Cup Kitzbühel Kitzbühel ATP World Tour 250       | David Goffin                    | 4:6, 6:1, 6:3        | Dominic Thiem                           | Máximo González Juan Mónaco            | Paolo Lorenzi Lukáš Rosol Andreas Seppi Marcel Granollers                 |
| 27 lipca | bet-at-home Cup Kitzbühel Kitzbühel ATP World Tour 250       | Henri Kontinen Jarkko Nieminen  | 6:1, 6:4             | Daniele Bracciali Andriej Gołubiew      | Máximo González Juan Mónaco            | Paolo Lorenzi Lukáš Rosol Andreas Seppi Marcel Granollers                 |
| 28 lipca | Citi Open Waszyngton ATP World Tour 500                      | Milos Raonic                    | 6:1, 6:4             | Vasek Pospisil                          | Richard Gasquet Donald Young           | Santiago Giraldo Kei Nishikori Kevin Anderson Steve Johnson               |
| 28 lipca | Citi Open Waszyngton ATP World Tour 500                      | Jean-Julien Rojer Horia Tecău   | 7:5, 6:4             | Sam Groth Leander Paes                  | Richard Gasquet Donald Young           | Santiago Giraldo Kei Nishikori Kevin Anderson Steve Johnson               |

## Sierpień
| Data        | Turniej                                                        | Zwycięzcy                         | Wynik            | Finaliści                    | Półfinaliści                    | Ćwierćfinaliści                                              |
| ----------- | -------------------------------------------------------------- | --------------------------------- | ---------------- | ---------------------------- | ------------------------------- | ------------------------------------------------------------ |
| 4 sierpnia  | Rogers Cup Toronto ATP World Tour Masters 1000                 | Jo-Wilfried Tsonga                | 7:5, 7:6(3)      | Roger Federer                | Grigor Dimitrow Feliciano López | Kevin Anderson David Ferrer Andy Murray Milos Raonic         |
| 4 sierpnia  | Rogers Cup Toronto ATP World Tour Masters 1000                 | Alexander Peya Bruno Soares       | 6:4, 6:3         | Ivan Dodig Marcelo Melo      | Grigor Dimitrow Feliciano López | Kevin Anderson David Ferrer Andy Murray Milos Raonic         |
| 10 sierpnia | Western & Southern Open Cincinnati ATP World Tour Masters 1000 | Roger Federer                     | 6:3, 1:6, 6:2    | David Ferrer                 | Julien Benneteau Milos Raonic   | Fabio Fognini Andy Murray Tommy Robredo Stan Wawrinka        |
| 10 sierpnia | Western & Southern Open Cincinnati ATP World Tour Masters 1000 | Bob Bryan Mike Bryan              | 6:3, 6:2         | Vasek Pospisil Jack Sock     | Julien Benneteau Milos Raonic   | Fabio Fognini Andy Murray Tommy Robredo Stan Wawrinka        |
| 17 sierpnia | Winston-Salem Open Winston-Salem ATP World Tour 250            | Lukáš Rosol                       | 3:6, 7:6(3), 7:5 | Jerzy Janowicz               | Sam Querrey Lu Yen-hsun         | Guillermo García-López David Goffin John Isner Andreas Seppi |
| 17 sierpnia | Winston-Salem Open Winston-Salem ATP World Tour 250            | Juan Sebastián Cabal Robert Farah | 6:3, 6:4         | Jamie Murray John Peers      | Sam Querrey Lu Yen-hsun         | Guillermo García-López David Goffin John Isner Andreas Seppi |
| 25 sierpnia | US Open Nowy Jork Wielki Szlem                                 | Marin Čilić                       | 6:3, 6:3, 6:3    | Kei Nishikori                | Novak Đoković Roger Federer     | Tomáš Berdych Gaël Monfils Andy Murray Stan Wawrinka         |
| 25 sierpnia | US Open Nowy Jork Wielki Szlem                                 | Mike Bryan Bob Bryan              | 6:3, 6:4         | Marcel Granollers Marc López | Novak Đoković Roger Federer     | Tomáš Berdych Gaël Monfils Andy Murray Stan Wawrinka         |

## Wrzesień
| Data        | Turniej                                                          | Zwycięzcy                               | Wynik             | Finaliści                       | Półfinaliści                    | Ćwierćfinaliści                                                            |
| ----------- | ---------------------------------------------------------------- | --------------------------------------- | ----------------- | ------------------------------- | ------------------------------- | -------------------------------------------------------------------------- |
| 15 września | Moselle Open Metz ATP World Tour 250                             | David Goffin                            | 6:4, 6:3          | João Sousa                      | Gaël Monfils Jan-Lennard Struff | Jerzy Janowicz Philipp Kohlschreiber Paul-Henri Mathieu Jo-Wilfried Tsonga |
| 15 września | Moselle Open Metz ATP World Tour 250                             | Mariusz Fyrstenberg Marcin Matkowski    | 6:7(3), 5:3, 10–8 | Marin Draganja Henri Kontinen   | Gaël Monfils Jan-Lennard Struff | Jerzy Janowicz Philipp Kohlschreiber Paul-Henri Mathieu Jo-Wilfried Tsonga |
| 22 września | Malaysian Open, Kuala Lumpur Kuala Lumpur ATP World Tour 250     | Kei Nishikori                           | 7:6(4), 6:4       | Julien Benneteau                | Ernests Gulbis Jarkko Nieminen  | Pablo Andújar Benjamin Becker Pablo Cuevas Marinko Matošević               |
| 22 września | Malaysian Open, Kuala Lumpur Kuala Lumpur ATP World Tour 250     | Marcin Matkowski Leander Paes           | 3:6, 7:6(5), 10–5 | Jamie Murray John Peers         | Ernests Gulbis Jarkko Nieminen  | Pablo Andújar Benjamin Becker Pablo Cuevas Marinko Matošević               |
| 22 września | Shenzhen Open Shenzhen ATP World Tour 250                        | Andy Murray                             | 5:7, 7:6(9), 6:1  | Tommy Robredo                   | Juan Mónaco Santiago Giraldo    | Richard Gasquet Lukáš Lacko Andreas Seppi Viktor Troicki                   |
| 22 września | Shenzhen Open Shenzhen ATP World Tour 250                        | Jean-Julien Rojer Horia Tecău           | 6:4, 7:6(4)       | Sam Groth Chris Guccione        | Juan Mónaco Santiago Giraldo    | Richard Gasquet Lukáš Lacko Andreas Seppi Viktor Troicki                   |
| 29 września | China Open Pekin ATP World Tour 500                              | Novak Đoković                           | 6:0, 6:2          | Tomáš Berdych                   | Martin Kližan Andy Murray       | Marin Čilić Grigor Dimitrow John Isner Rafael Nadal                        |
| 29 września | China Open Pekin ATP World Tour 500                              | Jean-Julien Rojer Horia Tecău           | 6:7(6), 7:5, 10–5 | Julien Benneteau Vasek Pospisil | Martin Kližan Andy Murray       | Marin Čilić Grigor Dimitrow John Isner Rafael Nadal                        |
| 29 września | Rakuten Japan Open Tennis Championships Tokio ATP World Tour 500 | Kei Nishikori                           | 7:6(5), 4:6, 6:4  | Milos Raonic                    | Benjamin Becker Gilles Simon    | Jérémy Chardy Denis Istomin Steve Johnson Jack Sock                        |
| 29 września | Rakuten Japan Open Tennis Championships Tokio ATP World Tour 500 | Pierre-Hugues Herbert Michał Przysiężny | 6:3, 6:7(3), 10–5 | Ivan Dodig Marcelo Melo         | Benjamin Becker Gilles Simon    | Jérémy Chardy Denis Istomin Steve Johnson Jack Sock                        |

## Październik
| Data            | Turniej                                                     | Zwycięzcy                        | Wynik               | Finaliści                               | Półfinaliści                         | Ćwierćfinaliści                                                  |
| --------------- | ----------------------------------------------------------- | -------------------------------- | ------------------- | --------------------------------------- | ------------------------------------ | ---------------------------------------------------------------- |
| 5 października  | Shanghai Rolex Masters Szanghaj ATP World Tour Masters 1000 | Roger Federer                    | 7:6(6), 7:6(2)      | Gilles Simon                            | Novak Đoković Feliciano López        | Julien Benneteau Tomáš Berdych David Ferrer Michaił Jużny        |
| 5 października  | Shanghai Rolex Masters Szanghaj ATP World Tour Masters 1000 | Mike Bryan Bob Bryan             | 6:3, 7:6(3)         | Julien Benneteau Édouard Roger-Vasselin | Novak Đoković Feliciano López        | Julien Benneteau Tomáš Berdych David Ferrer Michaił Jużny        |
| 13 października | Kremlin Cup by Bank of Moscow Moskwa ATP World Tour 250     | Marin Čilić                      | 6:4, 6:4            | Roberto Bautista-Agut                   | Ernests Gulbis Michaił Kukuszkin     | Ričardas Berankis Michaił Jużny Tommy Robredo Andreas Seppi      |
| 13 października | Kremlin Cup by Bank of Moscow Moskwa ATP World Tour 250     | František Čermák Jiří Veselý     | 7:6(2), 7:5         | Sam Groth Chris Guccione                | Ernests Gulbis Michaił Kukuszkin     | Ričardas Berankis Michaił Jużny Tommy Robredo Andreas Seppi      |
| 13 października | If Stockholm Open Sztokholm ATP World Tour 250              | Tomáš Berdych                    | 5:7, 6:4, 6:4       | Grigor Dimitrow                         | Matthias Bachinger Bernard Tomic     | Marius Copil Adrian Mannarino Jack Sock Fernando Verdasco        |
| 13 października | If Stockholm Open Sztokholm ATP World Tour 250              | Eric Butorac Raven Klaasen       | 6:4, 6:3            | Treat Huey Jack Sock                    | Matthias Bachinger Bernard Tomic     | Marius Copil Adrian Mannarino Jack Sock Fernando Verdasco        |
| 13 października | Erste Bank Open Wiedeń ATP World Tour 250                   | Andy Murray                      | 5:7, 6:2, 7:5       | David Ferrer                            | Philipp Kohlschreiber Viktor Troicki | Benjamin Becker Thomaz Bellucci Ivo Karlović Jan-Lennard Struff  |
| 13 października | Erste Bank Open Wiedeń ATP World Tour 250                   | Jürgen Melzer Philipp Petzschner | 7:6(6), 4:6, 10–7   | Andre Begemann Julian Knowle            | Philipp Kohlschreiber Viktor Troicki | Benjamin Becker Thomaz Bellucci Ivo Karlović Jan-Lennard Struff  |
| 20 października | Valencia Open 500 Walencja ATP World Tour 500               | Andy Murray                      | 3:6, 7:6(7), 7:6(8) | Tommy Robredo                           | Jérémy Chardy David Ferrer           | Kevin Anderson Pablo Andújar Thomaz Bellucci Pablo Carreño-Busta |
| 20 października | Valencia Open 500 Walencja ATP World Tour 500               | Jean-Julien Rojer Horia Tecău    | 6:4, 6:2            | Kevin Anderson Jérémy Chardy            | Jérémy Chardy David Ferrer           | Kevin Anderson Pablo Andújar Thomaz Bellucci Pablo Carreño-Busta |
| 20 października | Swiss Indoors Basel Bazylea ATP World Tour 500              | Roger Federer                    | 6:2, 6:2            | David Goffin                            | Borna Ćorić Ivo Karlović             | Benjamin Becker Grigor Dimitrow Rafael Nadal Milos Raonic        |
| 20 października | Swiss Indoors Basel Bazylea ATP World Tour 500              | Vasek Pospisil Nenad Zimonjić    | 7:6(13), 1:6, 10–5  | Marin Draganja Henri Kontinen           | Borna Ćorić Ivo Karlović             | Benjamin Becker Grigor Dimitrow Rafael Nadal Milos Raonic        |
| 27 października | BNP Paribas Masters Paryż ATP World Tour Masters 1000       | Novak Đoković                    | 6:2, 6:3            | Milos Raonic                            | Tomáš Berdych Kei Nishikori          | Kevin Anderson Roger Federer David Ferrer Andy Murray            |
| 27 października | BNP Paribas Masters Paryż ATP World Tour Masters 1000       | Bob Bryan Mike Bryan             | 7:6(5), 5:7, 10–6   | Marcin Matkowski Jürgen Melzer          | Tomáš Berdych Kei Nishikori          | Kevin Anderson Roger Federer David Ferrer Andy Murray            |

## Listopad
| Data        | Turniej                                            | Zwycięzcy            | Wynik             | Finaliści               | Półfinaliści                | Odpadli w fazie grupowej                                        |
| ----------- | -------------------------------------------------- | -------------------- | ----------------- | ----------------------- | --------------------------- | --------------------------------------------------------------- |
| 9 listopada | ATP World Tour Finals Londyn ATP World Tour Finals | Novak Đoković        | walkower          | Roger Federer           | Kei Nishikori Stan Wawrinka | Tomáš Berdych Marin Čilić David Ferrer Andy Murray Milos Raonic |
| 9 listopada | ATP World Tour Finals Londyn ATP World Tour Finals | Bob Bryan Mike Bryan | 6:7(5), 6:2, 10–7 | Ivan Dodig Marcelo Melo | Kei Nishikori Stan Wawrinka | Tomáš Berdych Marin Čilić David Ferrer Andy Murray Milos Raonic |

## Wielki Szlem
| Turniej         | Gra pojedyncza | Gra podwójna                            | Gra mieszana                          |
| Australian Open | Stan Wawrinka  | Łukasz Kubot Robert Lindstedt           | Daniel Nestor Kristina Mladenovic     |
| French Open     | Rafael Nadal   | Julien Benneteau Édouard Roger-Vasselin | Jean-Julien Rojer Anna-Lena Grönefeld |
| Wimbledon       | Novak Đoković  | Vasek Pospisil Jack Sock                | Nenad Zimonjić Samantha Stosur        |
| US Open         | Marin Čilić    | Bob Bryan Mike Bryan                    | Bruno Soares Sania Mirza              |

## Wygrane turnieje
Stan na koniec sezonu.

### gra pojedyncza – klasyfikacja tenisistów
| Lp | Wygrane | Tenisista              | Państwo           |
| 1  | 7       | Novak Đoković          | Serbia            |
| 2  | 5       | Roger Federer          | Szwajcaria        |
| 3  | 4       | Marin Čilić            | Chorwacja         |
|    | 4       | Rafael Nadal           | Hiszpania         |
|    | 4       | Kei Nishikori          | Japonia           |
| 4  | 3       | Grigor Dimitrow        | Bułgaria          |
|    | 3       | Andy Murray            | Wielka Brytania   |
|    | 3       | Stan Wawrinka          | Szwajcaria        |
| 5  | 2       | Tomáš Berdych          | Czechy            |
|    | 2       | Pablo Cuevas           | Urugwaj           |
|    | 2       | David Goffin           | Belgia            |
|    | 2       | Ernests Gulbis         | Łotwa             |
|    | 2       | Lleyton Hewitt         | Australia         |
|    | 2       | John Isner             | Stany Zjednoczone |
| 6  | 1       | Pablo Andújar          | Hiszpania         |
|    | 1       | Roberto Bautista-Agut  | Hiszpania         |
|    | 1       | Carlos Berlocq         | Argentyna         |
|    | 1       | Federico Delbonis      | Argentyna         |
|    | 1       | David Ferrer           | Hiszpania         |
|    | 1       | Fabio Fognini          | Włochy            |
|    | 1       | Guillermo García-López | Hiszpania         |
|    | 1       | Martin Kližan          | Słowacja          |
|    | 1       | Philipp Kohlschreiber  | Niemcy            |
|    | 1       | Feliciano López        | Hiszpania         |
|    | 1       | Juan Martín del Potro  | Argentyna         |
|    | 1       | Leonardo Mayer         | Argentyna         |
|    | 1       | Gaël Monfils           | Francja           |
|    | 1       | Milos Raonic           | Kanada            |
|    | 1       | Lukáš Rosol            | Czechy            |
|    | 1       | Bernard Tomic          | Australia         |
|    | 1       | Jo-Wilfried Tsonga     | Francja           |
|    | 1       | Fernando Verdasco      | Hiszpania         |

### gra pojedyncza – klasyfikacja państw
| Lp | Państwo           | Turnieje |
| 1  | Hiszpania         | 10       |
| 2  | Szwajcaria        | 8        |
| 3  | Serbia            | 7        |
| 4  | Argentyna         | 4        |
|    | Chorwacja         | 4        |
|    | Japonia           | 4        |
| 5  | Australia         | 3        |
|    | Bułgaria          | 3        |
|    | Czechy            | 3        |
|    | Wielka Brytania   | 3        |
| 6  | Belgia            | 2        |
|    | Francja           | 2        |
|    | Łotwa             | 2        |
|    | Stany Zjednoczone | 2        |
|    | Urugwaj           | 2        |
| 7  | Kanada            | 1        |
|    | Niemcy            | 1        |
|    | Słowacja          | 1        |
|    | Włochy            | 1        |

### gra podwójna – klasyfikacja tenisistów
| Lp | Wygrane | Tenisista              | Państwo           |
| 1  | 10      | Bob Bryan              | Stany Zjednoczone |
|    | 10      | Mike Bryan             | Stany Zjednoczone |
| 2  | 8       | Jean-Julien Rojer      | Holandia          |
|    | 8       | Horia Tecău            | Rumunia           |
| 3  | 4       | Daniel Nestor          | Kanada            |
|    | 4       | Nenad Zimonjić         | Serbia            |
| 4  | 3       | Vasek Pospisil         | Kanada            |
| 5  | 2       | Santiago González      | Meksyk            |
|    | 2       | Julian Knowle          | Austria           |
|    | 2       | Scott Lipsky           | Stany Zjednoczone |
|    | 2       | Philipp Oswald         | Austria           |
|    | 2       | Édouard Roger-Vasselin | Francja           |
|    | 2       | Julien Benneteau       | Francja           |
|    | 2       | Johan Brunström        | Szwecja           |
|    | 2       | Mariusz Fyrstenberg    | Polska            |
|    | 2       | Florin Mergea          | Rumunia           |
|    | 2       | Chris Guccione         | Australia         |
|    | 2       | Jack Sock              | Stany Zjednoczone |
|    | 2       | Andre Begemann         | Niemcy            |
|    | 2       | Alexander Peya         | Austria           |
|    | 2       | Bruno Soares           | Brazylia          |
|    | 2       | Juan Sebastián Cabal   | Kolumbia          |
|    | 2       | Robert Farah           | Kolumbia          |
|    | 2       | Marcin Matkowski       | Polska            |
|    | 2       | František Čermák       | Czechy            |
|    | 2       | Eric Butorac           | Stany Zjednoczone |
|    | 2       | Raven Klaasen          | Południowa Afryka |
| 6  | 1       | Tomáš Berdych          | Czechy            |
|    | 1       | Jan Hájek              | Czechy            |
|    | 1       | Frederik Nielsen       | Dania             |
|    | 1       | Marcelo Melo           | Brazylia          |
|    | 1       | Łukasz Kubot           | Polska            |
|    | 1       | Robert Lindstedt       | Szwecja           |
|    | 1       | Nikołaj Dawydienko     | Rosja             |
|    | 1       | Denis Istomin          | Uzbekistan        |
|    | 1       | Oliver Marach          | Austria           |
|    | 1       | Michaël Llodra         | Francja           |
|    | 1       | Nicolas Mahut          | Francja           |
|    | 1       | Marcel Granollers      | Hiszpania         |
|    | 1       | Marc López             | Hiszpania         |
|    | 1       | Rohan Bopanna          | Indie             |
|    | 1       | Aisam-ul-Haq Qureshi   | Pakistan          |
|    | 1       | Kevin Anderson         | Południowa Afryka |
|    | 1       | Matthew Ebden          | Australia         |
|    | 1       | Guillermo García-López | Hiszpania         |
|    | 1       | Jesse Huta Galung      | Holandia          |
|    | 1       | Stéphane Robert        | Francja           |
|    | 1       | Jamie Murray           | Wielka Brytania   |
|    | 1       | John Peers             | Australia         |
|    | 1       | Martin Kližan          | Słowacja          |
|    | 1       | Treat Huey             | Filipiny          |
|    | 1       | Dominic Inglot         | Wielka Brytania   |
|    | 1       | Nicholas Monroe        | Stany Zjednoczone |
|    | 1       | Mateusz Kowalczyk      | Polska            |
|    | 1       | Artem Sitak            | Nowa Zelandia     |
|    | 1       | Lleyton Hewitt         | Australia         |
|    | 1       | Marin Draganja         | Chorwacja         |
|    | 1       | Sam Groth              | Australia         |
|    | 1       | Robin Haase            | Holandia          |
|    | 1       | Lukáš Rosol            | Czechy            |
|    | 1       | Henri Kontinen         | Finlandia         |
|    | 1       | Jarkko Nieminen        | Finlandia         |
|    | 1       | Leander Paes           | Indie             |
|    | 1       | Pierre-Hugues Herbert  | Francja           |
|    | 1       | Michał Przysiężny      | Polska            |
|    | 1       | Jiří Veselý            | Czechy            |
|    | 1       | Jürgen Melzer          | Austria           |
|    | 1       | Philipp Petzschner     | Niemcy            |

### gra podwójna – klasyfikacja państw
| Lp | Państwo           | Turnieje |
| 1  | Stany Zjednoczone | 27       |
| 2  | Holandia          | 10       |
| 3  | Francja           | 9        |
|    | Rumunia           | 9        |
| 4  | Austria           | 8        |
| 5  | Polska            | 7        |
|    | Kanada            | 7        |
| 6  | Australia         | 6        |
| 7  | Czechy            | 5        |
| 8  | Kolumbia          | 4        |
|    | Serbia            | 4        |
| 9  | Brazylia          | 3        |
|    | Hiszpania         | 3        |
|    | Niemcy            | 3        |
|    | Południowa Afryka | 3        |
|    | Szwecja           | 3        |
| 10 | Indie             | 2        |
|    | Meksyk            | 2        |
|    | Wielka Brytania   | 2        |
| 11 | Dania             | 1        |
|    | Rosja             | 1        |
|    | Uzbekistan        | 1        |
|    | Pakistan          | 1        |
|    | Słowacja          | 1        |
|    | Filipiny          | 1        |
|    | Nowa Zelandia     | 1        |
|    | Chorwacja         | 1        |
|    | Finlandia         | 1        |

### ogólna klasyfikacja tenisistów
| Lp | Tenisista              | Singel | Debel | Mikst | Suma |
| 1  | Novak Đoković          | 7      | 0     | 0     | 7    |
| 2  | Roger Federer          | 5      | 0     | 0     | 5    |
| 3  | Marin Čilić            | 4      | 0     | 0     | 3    |
|    | Rafael Nadal           | 4      | 0     | 0     | 4    |
|    | Kei Nishikori          | 4      | 0     | 0     | 4    |
| 4  | Grigor Dimitrow        | 3      | 0     | 0     | 3    |
|    | Andy Murray            | 3      | 0     | 0     | 3    |
|    | Stan Wawrinka          | 3      | 0     | 0     | 3    |
| 5  | Tomáš Berdych          | 2      | 1     | 0     | 3    |
|    | Lleyton Hewitt         | 2      | 1     | 0     | 3    |
| 6  | Pablo Cuevas           | 2      | 0     | 0     | 2    |
|    | David Goffin           | 2      | 0     | 0     | 2    |
|    | Ernests Gulbis         | 2      | 0     | 0     | 2    |
|    | John Isner             | 2      | 0     | 0     | 2    |
| 7  | Guillermo García-López | 1      | 1     | 0     | 2    |
|    | Martin Kližan          | 1      | 1     | 0     | 2    |
| 8  | Juan Martín del Potro  | 1      | 0     | 0     | 1    |
|    | Gaël Monfils           | 1      | 0     | 0     | 1    |
|    | Fabio Fognini          | 1      | 0     | 0     | 1    |
|    | David Ferrer           | 1      | 0     | 0     | 1    |
|    | Federico Delbonis      | 1      | 0     | 0     | 1    |
|    | Fernando Verdasco      | 1      | 0     | 0     | 1    |
|    | Carlos Berlocq         | 1      | 0     | 0     | 1    |
|    | Philipp Kohlschreiber  | 1      | 0     | 0     | 1    |
|    | Feliciano López        | 1      | 0     | 0     | 1    |
|    | Roberto Bautista-Agut  | 1      | 0     | 0     | 1    |
|    | Bernard Tomic          | 1      | 0     | 0     | 1    |
|    | Leonardo Mayer         | 1      | 0     | 0     | 1    |
|    | Pablo Andújar          | 1      | 0     | 0     | 1    |
|    | Milos Raonic           | 1      | 0     | 0     | 1    |
|    | Lukáš Rosol            | 1      | 0     | 0     | 1    |
|    | Jo-Wilfried Tsonga     | 1      | 0     | 0     | 1    |
| 9  | Bob Bryan              | 0      | 10    | 0     | 10   |
|    | Mike Bryan             | 0      | 10    | 0     | 10   |
| 10 | Jean-Julien Rojer      | 0      | 8     | 1     | 9    |
| 11 | Horia Tecău            | 0      | 8     | 0     | 8    |
| 12 | Daniel Nestor          | 0      | 4     | 1     | 5    |
|    | Nenad Zimonjić         | 0      | 4     | 1     | 5    |
| 13 | Vasek Pospisil         | 0      | 3     | 0     | 3    |
| 14 | Bruno Soares           | 0      | 2     | 1     | 3    |
| 15 | Mariusz Fyrstenberg    | 0      | 2     | 0     | 2    |
|    | Santiago González      | 0      | 2     | 0     | 2    |
|    | Scott Lipsky           | 0      | 2     | 0     | 2    |
|    | Philipp Oswald         | 0      | 2     | 0     | 2    |
|    | Julien Benneteau       | 0      | 2     | 0     | 2    |
|    | Édouard Roger-Vasselin | 0      | 2     | 0     | 2    |
|    | Julian Knowle          | 0      | 2     | 0     | 2    |
|    | Johan Brunström        | 0      | 2     | 0     | 2    |
|    | Chris Guccione         | 0      | 2     | 0     | 2    |
|    | Florin Mergea          | 0      | 2     | 0     | 2    |
|    | Jack Sock              | 0      | 2     | 0     | 2    |
|    | Andre Begemann         | 0      | 2     | 0     | 2    |
|    | Alexander Peya         | 0      | 2     | 0     | 2    |
|    | Juan Sebastián Cabal   | 0      | 2     | 0     | 2    |
|    | Robert Farah           | 0      | 2     | 0     | 2    |
|    | Marcin Matkowski       | 0      | 2     | 0     | 2    |
|    | Eric Butorac           | 0      | 2     | 0     | 2    |
|    | Raven Klaasen          | 0      | 2     | 0     | 2    |
|    | František Čermák       | 0      | 2     | 0     | 2    |
| 16 | Jan Hájek              | 0      | 1     | 0     | 1    |
|    | Frederik Nielsen       | 0      | 1     | 0     | 1    |
|    | Marcelo Melo           | 0      | 1     | 0     | 1    |
|    | Łukasz Kubot           | 0      | 1     | 0     | 1    |
|    | Robert Lindstedt       | 0      | 1     | 0     | 1    |
|    | Nikołaj Dawydienko     | 0      | 1     | 0     | 1    |
|    | Denis Istomin          | 0      | 1     | 0     | 1    |
|    | Oliver Marach          | 0      | 1     | 0     | 1    |
|    | Michaël Llodra         | 0      | 1     | 0     | 1    |
|    | Nicolas Mahut          | 0      | 1     | 0     | 1    |
|    | Marcel Granollers      | 0      | 1     | 0     | 1    |
|    | Marc López             | 0      | 1     | 0     | 1    |
|    | Rohan Bopanna          | 0      | 1     | 0     | 1    |
|    | Aisam-ul-Haq Qureshi   | 0      | 1     | 0     | 1    |
|    | Kevin Anderson         | 0      | 1     | 0     | 1    |
|    | Matthew Ebden          | 0      | 1     | 0     | 1    |
|    | Jesse Huta Galung      | 0      | 1     | 0     | 1    |
|    | Stéphane Robert        | 0      | 1     | 0     | 1    |
|    | Jamie Murray           | 0      | 1     | 0     | 1    |
|    | John Peers             | 0      | 1     | 0     | 1    |
|    | Treat Huey             | 0      | 1     | 0     | 1    |
|    | Dominic Inglot         | 0      | 1     | 0     | 1    |
|    | Nicholas Monroe        | 0      | 1     | 0     | 1    |
|    | Mateusz Kowalczyk      | 0      | 1     | 0     | 1    |
|    | Artem Sitak            | 0      | 1     | 0     | 1    |
|    | Sam Groth              | 0      | 1     | 0     | 1    |
|    | Marin Draganja         | 0      | 1     | 0     | 1    |
|    | Henri Kontinen         | 0      | 1     | 0     | 1    |
|    | Jarkko Nieminen        | 0      | 1     | 0     | 1    |
|    | Robin Haase            | 0      | 1     | 0     | 1    |
|    | Lukáš Rosol            | 0      | 1     | 0     | 1    |
|    | Leander Paes           | 0      | 1     | 0     | 1    |
|    | Pierre-Hugues Herbert  | 0      | 1     | 0     | 1    |
|    | Michał Przysiężny      | 0      | 1     | 0     | 1    |
|    | Jiří Veselý            | 0      | 1     | 0     | 1    |
|    | Jürgen Melzer          | 0      | 1     | 0     | 1    |
|    | Philipp Petzschner     | 0      | 1     | 0     | 1    |

### ogólna klasyfikacja państw
| Lp | Państwo           | Singel | Debel | Mikst | Suma |
| 1  | Hiszpania         | 10     | 3     | 0     | 13   |
| 2  | Szwajcaria        | 8      | 0     | 0     | 8    |
| 3  | Serbia            | 7      | 4     | 1     | 12   |
| 4  | Chorwacja         | 4      | 1     | 0     | 5    |
| 5  | Argentyna         | 4      | 0     | 0     | 4    |
|    | Japonia           | 4      | 0     | 0     | 4    |
| 6  | Australia         | 3      | 6     | 0     | 9    |
| 7  | Czechy            | 3      | 5     | 0     | 8    |
| 8  | Wielka Brytania   | 3      | 2     | 0     | 5    |
| 9  | Bułgaria          | 3      | 0     | 0     | 3    |
| 10 | Stany Zjednoczone | 2      | 27    | 0     | 29   |
| 11 | Francja           | 2      | 8     | 0     | 10   |
| 12 | Belgia            | 2      | 0     | 0     | 2    |
|    | Łotwa             | 2      | 0     | 0     | 2    |
|    | Urugwaj           | 2      | 0     | 0     | 2    |
| 13 | Kanada            | 1      | 7     | 1     | 9    |
| 14 | Niemcy            | 1      | 3     | 0     | 4    |
| 15 | Słowacja          | 1      | 1     | 0     | 2    |
| 16 | Włochy            | 1      | 0     | 0     | 1    |
| 17 | Holandia          | 0      | 10    | 1     | 11   |
| 18 | Rumunia           | 0      | 10    | 0     | 10   |
| 19 | Austria           | 0      | 8     | 0     | 8    |
| 20 | Polska            | 0      | 7     | 0     | 7    |
| 21 | Kolumbia          | 0      | 4     | 0     | 4    |
| 22 | Brazylia          | 0      | 3     | 1     | 4    |
| 23 | Południowa Afryka | 0      | 3     | 0     | 3    |
|    | Szwecja           | 0      | 3     | 0     | 3    |
| 24 | Indie             | 0      | 2     | 0     | 2    |
|    | Meksyk            | 0      | 2     | 0     | 2    |
| 25 | Dania             | 0      | 1     | 0     | 1    |
|    | Rosja             | 0      | 1     | 0     | 1    |
|    | Uzbekistan        | 0      | 1     | 0     | 1    |
|    | Pakistan          | 0      | 1     | 0     | 1    |
|    | Filipiny          | 0      | 1     | 0     | 1    |
|    | Nowa Zelandia     | 0      | 1     | 0     | 1    |
|    | Finlandia         | 0      | 1     | 0     | 1    |

## Obronione tytuły
- Marin Čilić – Zagrzeb (singel)
- Kei Nishikori – Memphis (singel)
- David Ferrer – Buenos Aires (singel)
- Bob Bryan – Indian Wells, Cincinnati, Paryż (debel)
- Mike Bryan – Indian Wells, Cincinnati, Paryż (debel)
- Horia Tecău – Bukareszt (debel)
- Santiago González – Oeiras (debel)
- Scott Lipsky – Oeiras (debel)
- Rafael Nadal – Madryt, French Open (singel)
- Feliciano López – Eastbourne (singel)
- Nicholas Monroe – Båstad (debel)
- Novak Đoković – Paryż (singel)